# Alfauir
Alfauir è un comune spagnolo di 357 abitanti situato nella comunità autonoma Valenciana.

## Monumenti
- Monastero di San Girolamo di Cotalba
- Percorso dei Monasteri di Valencia
- Rotta dei Borgia